# SAR-Klasse GM
Die Fahrzeuge der Klasse GM der South African Railways (SAR) waren Gelenklokomotiven der Bauart Garratt. 
Die Lokomotiven entstanden für die Strecke zwischen Johannesburg und Zeerust, einem Teil der Strecke über Botswana nach Südrhodesien. Die dort verlegten Schienen erlaubten geringere Achslasten als auf vielen anderen Strecken, und der Verkehr wurde überwiegend mit den leichten Mountain-Lokomotiven der Klasse 19D bewältigt, außerdem mit Garratts der Klassen GE und GF sowie dem Einzelstück der Klasse 21 (Achsfolge 1'E2'). Keine dieser Lokomotiven war jedoch leistungsfähig genug, so dass häufig im Vorspannbetrieb gefahren werden musste. 
Zwei Lokomotiven der Klasse 19D hatten sich als wirtschaftlichste Variante erwiesen. So wurde beschlossen, eine Garratt mit dem Leistungsvermögen zweier 19D einzuführen. Als Grundlage sollte der etwas verkürzte Kessel der Klasse GL dienen. Der erste Entwurf geriet jedoch zu schwer, so dass man die Wasservorräte auf der Lokomotive stark reduzierte. Auf dem vorderen Drehgestell befand sich nur ein vergleichsweise kleiner Wassertank mit einem Vorrat von 7,2 m² für Rangierfahrten; auf dem hinteren Drehgestell war nur der Kohlenbunker untergebracht. Der größte Teil des Wasservorrats wurde auf einem angehängten Wassertender (im Grunde ein einfacher Kesselwagen) mitgeführt. 
Auch mit diesem Kunstgriff lag die Achslast noch höher als bei den bereits auf der Strecke verkehrenden Lokomotiven; der Entwurf wurde aber trotzdem genehmigt. 1938 lieferte Beyer-Peacock 16 Lokomotiven. Sie verbrachten den größten Teil ihrer Zeit auf der Strecke, für die sie gebaut worden waren, und erst 1972 wurden sie von Diesellokomotiven verdrängt und in Pretoria und Pietersburg stationiert. 1973 wurden sie ausgemustert.
Wenig später entstand in Breyten ein Lokomotivmangel, und drei GM mit den Nummern 2301, 2303 und 2304 wurden überholt und dorthin verlegt. Von Breyten aus fuhren sie für etwa ein Jahr auf der Strecke nach Piet Retief, und anschließend leisteten sie Rangierdienst. Schließlich wurden die drei reaktivierten Lokomotiven an Kohlengruben verkauft. Zwei Lokomotiven, Nr. 2301 und 2304, sind erhalten geblieben.
Die Klasse GM wurde in den 1950er Jahren durch die leistungsgleiche Nachfolgeklasse GMA/GMAM ergänzt. Zusammen gehören beide Klassen zu den fünf zugkräftigsten Dampflokomotivbauarten, die auf der südlichen Hemisphäre eingesetzt wurden.